# Sardinsk sångare

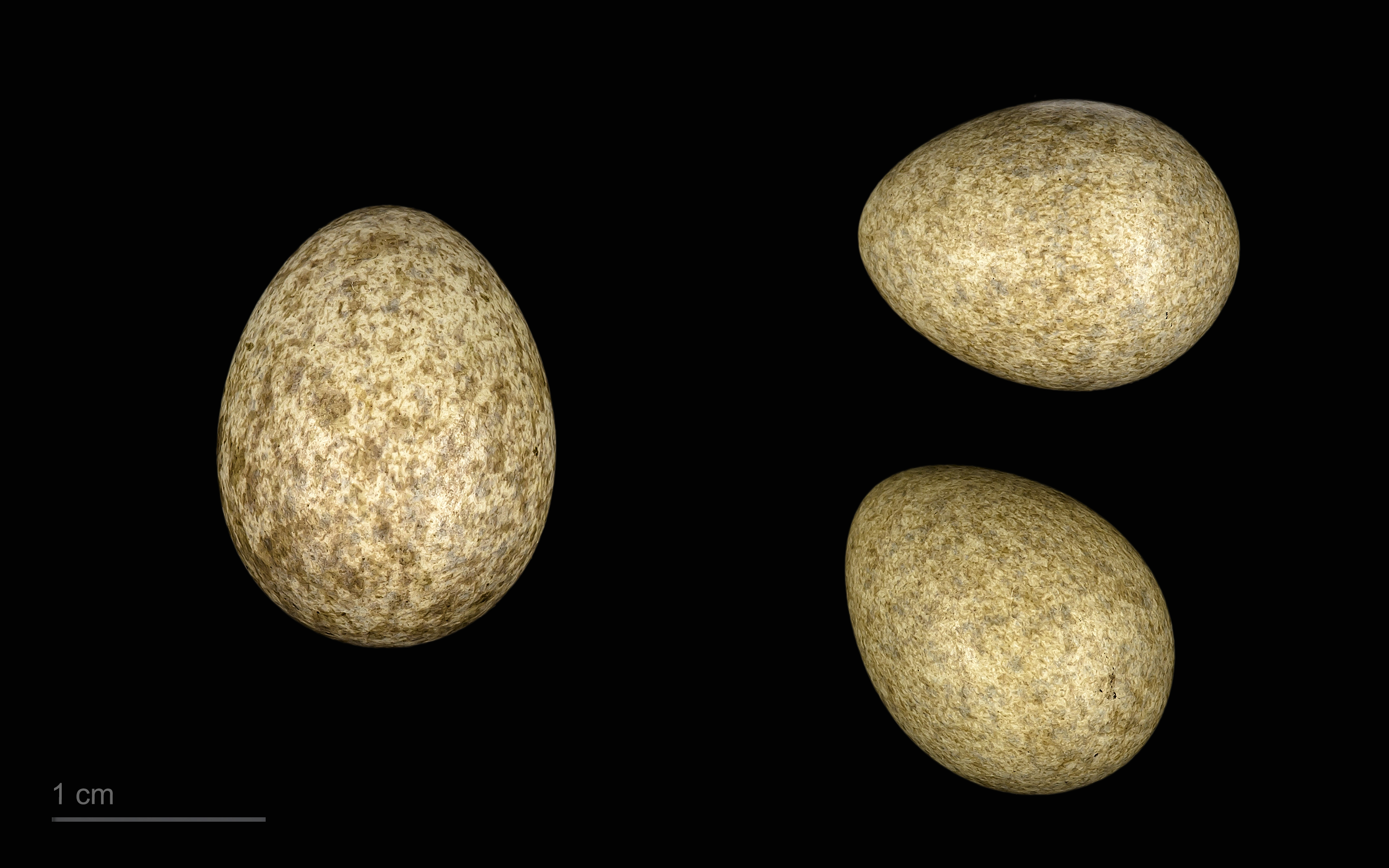
Cuculus canorus canorus + Sylvia sarda

Sardinsk sångare (Curruca sarda) är en fågel i familjen sylvior inom ordningen tättingar. Den är stannfågel på Sardinien, Korsika och andra närliggande småöar i Medelhavet, men påträffas vintertid också i södra Italien och nordöstra Afrika. Tidigare behandlades den och balearisk sångare som en och samma art. IUCN kategoriserar arten som livskraftig.

## Utseende och läte
Sardinska sångare är små, långstjärtade och storhövdade fåglar, i allmänhet väldigt lika sina närmaste släktingar. Den är grå både ovan och under, och saknar därmed provencesångarens tegelröda undersida, men även de vita prickarna på strupen. Ben och ögoniris är röda. Ungfåglar kan förväxlas med unga provencesångare, men har vitare strupe, buk och bröstmitt.
Sången beskrivs som ett snabbt kvitter med klar röst, lik både sammetshätta och glasögonsångare, ofta avslutad men en drill. Varnings- och locklätet är ett hårt ”tjreck”, påminnande om både svarthakad buskskvätta, vitvingad tärna och strömstare.
Sardinska sångaren är mycket lik balearisk sångare (dessa har tidigare behandlats som samma art, se nedan). Denna är dock något mindre och mer långstjärtad, med hos hanen vitaktig strupe, ej grå, samt skärbeige ton på sidorna. Även lätena skiljer sig, dels locklätet med ett "tsett" eller beckasinlikt "tjerr", dels sången som är något snabbare och mer mekanisk.

## Utbredning och systematik
Fågeln häckar och förekommer året runt på öarna Korsika, Sardinien, Montecristo, Pantelleria, Giannutri och Zembra i Medelhavet, men vintertid förekommer den även i nordöstra Afrika och sällsynt i södra Italien. Tillfälligtvis har sardinsk sångare observerats så långt norrut som England och vid två tillfällen i Danmark, båda vid Skagen.
Länge behandlades balearisk sångare (Curruca balearica) som underart till sardinsk sångare, och vissa auktoriteter gör så fortfarande. De urskiljs dock idag i stor utsträckning som skilda arter, baserat på skillnader i läten, levnadssätt och utseende. Genetiska studier visar också att balearisk sångare istället står närmast provencesångare (Curruca undata), med sardinsk sångare systerart till dessa två. Denna grupp är vidare närmast besläktad med artparet törnsångare (Curruca communis) och glasögonsångare (Curruca conspicillata).

### Släktestillhörighet
Arten placeras traditionellt i släktet Sylvia. Genetiska studier visar dock att Sylvia består av två klader som skildes åt för hela 15 miljoner år sedan. Sedan 2020 delar BirdLife Sverige och tongivande internationella auktoriteten International Ornithological Congress (IOC) därför upp Sylvia i två skilda släkten, varvid sardinsk sångare förs till Curruca. Även eBird/Clements följde efter 2021.

## Levnadssätt
Sardinska sångare återfinns i öppet landskap med törnbuskar och ljung, i bergsmarker upp till 1800 meters höjd eller i klippiga buskmarker. Den undviker skog. Fågeln lägger tre till fem ägg i sitt bo som placerats lågt i en buske. Liksom de flesta sångare livnär sig den på insekter.

## Status
Arten har ett relativt stort utbredningsområde och internationella naturvårdsunionen IUCN kategoriserar arten som livskraftig. Beståndsutvecklingen är dock oklar. Världspopulationen uppskattas till mellan 126 000 och 137 000 adulta individer.